# ДДТ (гурт)
ДДТ (DDT) — російський рок-гурт, заснований у 1980 році в Уфі. Лідер групи, автор більшості пісень і єдиний беззмінний учасник — Юрій Шевчук.
Назва групи походить від хімічної речовини Дихлор-Дифеніл-Трихлорметилметан (у народі «Для Домашньої Тварюки», «Дуст»), яка використовувалася для боротьби з комахами-шкідниками. Називалися також розшифровки ДДТ — «Добрий День, Товариші»!, «Дитячий Драматичний Театр» і «Будинок Дитячої Творчості» (рос. Дом детского творчества).

## Історія

### Уфімський період
У кінці 1979 року за рекомендацією якогось спільного знайомого Шевчук був запрошений в безіменну групу, яка репетирувала в місцевому Будинку дитячої творчості і ДК «Авангард». Власного матеріалу у групи не було, виконувалися кавер-версії пісень Rolling Stones, The Beatles і інших західних груп. Деякий час учасники групи навіть сперечалися, чи можна грати рок-музику російською мовою, при цьому майже не знаючи про існування в Ленінграді і Москві багатьох російськомовних колективів.
Так склалася нова група. До її складу увійшли Юрій Шевчук, гітарист Рустем Асанбаєв, басист Геннадій Родін, клавішник Володимир Сигачов і барабанщик Ринат Шамсутдінов. Назви «ДДТ» ще не було, група назвалася «ансамбль под управлением Геннадия Родина».
У 1980 року в домашніх умовах група записала сім пісень, з яких склали перший магнітоальбом (названий «ДДТ-1»). Втім, через невисоку виконавську майстерність музикантів і низьку якість запису ця плівка широкої популярності не мала.
За барабанною установкою Шамсутдинова змінив Сергій Пастернаков, а на зміну другому прийшов Рустем Карімов.
У 1982 році «Комсомольська правда» оголосила конкурс молодих виконавців «Золотий камертон». Переможцям був обіцяний запис дебютного синглу на «Мелодії». Музиканти послали на конкурс декілька пісень. До свого здивування, музиканти пройшли в другий тур. Тоді було потрібно назву. Володимир Сигачов запропонував «ДДТ», яке і було прийнято.
Музиканти «ДДТ» вибрали зі свого першого альбому три композиції: «Инопланетянин», «Чёрное сонце», «Не стреляй» і відправили до журі. Ці пісні зайняли перше місце, а самих Шевчука запросили в Москву для запису композиції «Не стреляй» на студії «Мелодія». Проте як умови для підписання професійного контракту від «ДДТ» було потрібне виконання пісень офіційних радянських композиторів на слова офіційних радянських поетів. Шевчук від подібних умов відмовився, що означало відхід групи в підпілля і роботу для невеликого круга знавців рок-музики.
Проте, в 1982 року група випускає свій другий магнітоальбом «Свиня на веселці». В музичному плані це була не менш експериментальна робота, чим «ДДТ-1», і хоча хард-рокові тенденції відчуваються досить ясно, остаточний вибір стилю ще не зроблений, і в альбомі є елементи і рок-н-ролу, і блюзу, і кантрі.
У 1983 році Шевчук і клавішник «ДДТ» Володимир Сигачов знайомляться з череповецькою групою «Рок-сентябрь», з трьома музикантами якої: гітаристом В'ячеславом Кобріним, ударником Євгенієм Бєлозеровим і басистом Андрієм Масленниковим записують магнітоальбом «Компроміс (Монолог в Сайгоне)». Запис дістав великий резонанс. Якщо після перших робіт групи про неї знали тільки у вузьких колах аматорів російського року, то тепер «ДДТ» стала відома ширшій публіці. Незабаром після запису, що проходив в Череповці, Сигачев з Шевчуком повертаються в Уфу.
У травні 1983 року група з успіхом виступила на стадіоні «Лужники» в Москві, в програмі офіційно санкціонованого триденного фестивалю «Рок за мир», виступ транслювався ТБ, проте був вирізаний з телепрограми, що була присвячена події.
У групі з'являється новий барабанщик — Сергій Рудой. За допомогою звукорежисера Ігоря Верищаки в підпільних умовах група в квітні 1984 року записує альбом «Периферія». Володимир Сигачов, що відрепетирував клавішні партії для альбому, на деякий час відходить від групи. Його замінює Владислав Сенчилло.
Після запису альбому «Периферия» у «ДДТ» почалися тертя з владою. Юрія Шевчука викликали в КДБ і зробили догану. У місцевій пресі з'явилися розгромні статті про групу. Записи «ДДТ» були заборонені до вивезення за рубіж.
Деякий час Шевчук провів в Свердловську, де грав з учасниками групи «Урфин Джюс». Відродження «ДДТ» стає завданням Шевчука і Сигачева, що повернулося. Разом вони працюють над новою програмою.. Групу покидає басист Геннадій Родин. Не зважаючи ні на що, Шевчук продовжував вигадувати пісні. До кінця 1985 ріка матеріал для альбому «Время» був готовий, але записати його в Уфі було неможливо. Шевчуку вдалося домовитися з московською студією; перед від'їздом в столицю були влаштовані репетиції на квартирі у нового басиста Ніяза Абдюшева. В жовтні 1985 року Шевчук, Сигачов, Рудой і Абдюшев відправилися в Москву. Гітариста в групі не було, його розраховували знайти в Москві.
У Москві до групи приєдналися Сергій Риженко і Сергій Летов. Гітариста знайти не вдалося, усі гітарні партії на альбомі були зіграні самим Шевчуком. Запис альбому був зв'язаний з великими труднощами. Ні з однією студією домовитися не вдалося, тому альбом записували у друзів в московській квартирі. З ударними також виникли проблеми — довелося використовувати драм-машину «Yamaha RX-11».
На початку 1986 року Шевчук переїжджає разом з дружиною, сином і матір'ю в Ленінград, де починає підбирати нових музикантів «ДДТ».

### Ленінградський період
Дебют нового складу відбувся 23 січня 1987 року на сцені Ленінградського Рок-клубу. В складі «ДДТ» на цьому концерті грали: Юрій Шевчук, Володимир Сигачев, Сергій Летов, гітарист Андрій Васильев, басист Вадим Курилєв і барабанщик Ігор Доценко. В квітні до групи приєднався гітарист і скрипаль Микита Зайцев.
«ДДТ» відпрацьовує нову програму і показує на черговому фестивалі Ленінградського рок-клуба в червні 1987 року. Група виступає передостанньою (перед «Акваріумом»), і на її концерт в тисячний зал набивається більше трьох тисяч глядачів.
Виступ групи на подільському фестивалі стає останнім концертом за участю Володимира Сигачева. Він від'їжджає в Москву, де збирає свою групу «Небо і земля». З цією групою він записує 4 альбоми. У тому ж Подольську склад «ДДТ» посилили клавишник Андрій Муратов і Олександр Бровко. Для запису альбому «Я получил эту роль», був запрошений джазовий саксофоніст Михайло Чернов, що став незабаром постійним учасником.
Влітку 1988 року група виступила на Ленінградському фестивалі, проїхалася з концертами від Балтики до Тихого океану. Того ж літа записується черговий альбом, що дістав назву «Відлига».
У 1989 року група багато гастролювала. Разом з «Алісою» виступала на Рок-фестивалі в Угорщині.
Популярність того періоду частково була забезпечена програмою «Погляд». Сергій Ломакін в газеті «Музична правда» згадував:
|  | "Погляд" експлуатував закономірний інтерес публіки до соціального року. І показав масовій публіці найкращі команди: "ДДТ", "Наутілус Помпилиус", "Кіно (рок-гурт)". Це була справжня цивільна поезія, і ми пробили цією музикою пролом в цензурній стіні. Паралельно з нами і з нашою допомогою на музичні майданчики країни проривалися підпільні музиканти. На т.з. "великій" планерці в Останкино один з музичних редакторів одного дня сказав: "Величезне спасибі "Погляду" за те, що він відкрив країні радянський рок". Бутусов, Цой, Шевчук - це література небайдужих людей. Тоді музика робила революцію. |

### 1990-і роки
У 1990 році «ДДТ» дала декілька концертів в США і Японії.
Навесні 1992 року гурт випускає альбом «Актриса Весна». Пісня «Что такое осень» з цього альбому стає по-справжньому народною. У кліпі на цю пісню беруть участь Костянтин Кинчев і В'ячеслав Бутусов. Інші пісні з альбому — «Дождь», «В последнюю осень», «У тебя есть сын», «Родина» — також стають популярними і стають «візитною карткою» групи.
До кінця 1992 року «ДДТ» підготував нову програму «Чорний пес Петербург», з якою дає всього 12 концертів, — по три в Москві, Петербурзі, Мінську та Києві. (грудень '92 — січень '93). Планувалися також виступи в Уфі, але через фінансові проблеми вони не відбулися.
27 травня 1993 року, в день народження Санкт-Петербурга, «ДДТ» дали безкоштовний концерт на Палацовій площі, на якому були присутні близько 120 000 чоловік.
Влітку 1993 року група взяла участь в рок-фестивалі «Білі Ночі Санкт-Петербургу» в Берліні, а восени була удостоєна престижної музичної премії «Овація» як найкраща рок-група року, а сам Шевчук удостоївся титулу «Найкращий рок-співак року».
На початку 1995 року записаний альбом «Это всё».
У січні 1995 року Шевчук відправився з миротворчою місією в район військових дій в Чечні, де дав близько п'ятдесяти концертів для російських військових, а в жовтні 1996 року «ДДТ» усім складом дали в центрі Грозного концерт, на якому були присутній представники обох протиборчих сторін.
25 червня 1995 року «ДДТ» дали соло-концерт на стадіоні «Петровський», який відвідало декілька десятків тисяч чоловік.
Після цього група вирушає у великий тур, який був названий «Від і до». У кінці зими 1995—1996 «ДДТ» працювали в США. Там же, на студії Long View Farm Massachusetts, в лютому-березні був записаний альбом «Любов». Окрім звичайного складу в групі з'явилися басист Ігор Тихомиров (екс-«Кіно») і клавишник Дмитро Галицький.
23 червня 1996 на стадіоні «Петровський» Театр «ДДТ» організував свій перший фестиваль, що пройшов під девізом «Наповнимо небо добротою». Участь в нім взяли рок-зірки (самі «ДДТ», «Аліса», «АукцЫон», «Аркестр Ау», «Дивні Ігри», Настя Полева, «Рикошет», «Ва-банкъ», «Фронт» і «Tequilajazzz»), кожна з яких, за задумом організаторів, представляла слухачам двох-трьох молодих або просто маловідомих виконавців, багато з яких («S. P. O. R. T»., «Пілот», «Сплін», «Король і Шут», «КС» і т. д.) згодом самі стали відомими групами.
У липні 1996 на заміну клавішнику, що пішов, приходить Костянтин «Кіт» Шумайлов, що починав в групах «Котячий будинок», «Стиль» і «Телевізор».
У травні 1998 року група представила нову програму «Світ Номер Нуль» здивувавши прихильників новим індустріальним звучанням, і широким використанням комп'ютерних технологій. Тоді ж дебютував новий бас-гітарист групи — Павло Борисов. Сам альбом вийшов тільки в 1998 року.
У травні 1998 року група представила концертну програму «Живий», а також продовжує виступати з програмою «Світ Номер Нуль».
У жовтні 1999 року група їде в перший серйозний тур по США (Нью-Йорк, Вашингтон, Бостон, Чикаго, Лос-Анджелес, Сан-Франциско), який проходить з грандіозним успіхом.

### 2000-і роки
Навесні 2000 року в групу приходить джазовий сурмач Іван Васильев.
У тому ж 2000 вийшли відразу три нові альбоми: «Завірюха серпня», «Просвистала» і випущений компанією Grand подвійний альбом найкращих пісень «ДДТ» в серії «Енциклопедія російського року».
23 серпня помирає скрипаль і гітарист групи Микита Зайцев.
Восени група починає готувати нову концертну програму «20:00», присвячену двадцятиріччю групи, і презентує її 1 листопада 2000 в пітерському Льодовому палаці.
В середині 2001 року компанія Grand перевидає на п'ятнадцяти компакт-дисках альбоми, що раніше вийшли, причому кожен альбом доповнюється рідкісними бонус-треками.
В середині жовтня 2001 «ДДТ» приступили до репетицій нової програми і запису нового альбому з орієнтовною назвою «Одиночество».
3 грудня 2001 року відбулася Пітерська прем'єра «Одиночества» в СК «Ювілейному» і зібрала, за різними оцінками, від шести до семи тисяч глядачів. На концерті, що тривав більше двох годин, були виконані як нові пісні з альбому «Одиночество», так і хіти минулих років. Під час виступу Юрій Шевчук зробив оголошення, що незабаром, у зв'язку з початком роботи над власним проектом, гурт збирається залишити один з найдавніших і найважливіших учасників — гітарист Вадим Курилєв, який вже і так деякий час, паралельно з ДДТ, брав участь в деяких інших музичних проектах (один з найуспішніших — Дуби-чаклуни). На прем'єрі «Одиночества» в Петербурзі Курилев виконав один з сольних творів власного твору. Це було одне з останніх його концертних виступів в складі ДДТ.
5 грудня «ДДТ» відбули у своє третє американське турне, яке охопило три міста в Канаді і чотири в США.
У листопаді 2002 року побачило світло новий альбом групи «ДДТ» «Одиночество. Частина I».
27 травня 2003 року, рівно через півроку після виходу першої частини альбому «Одиночество» групи «ДДТ», вийшла друга частина. Запис альбому «Одиночество. Частина II. Живою» проходила з січня 2002 року в Санкт-Петербурзі на студії «ДДТ».
Під час запису альбому групу покидає гітарист Вадим Курилев, на його місце приходить Олексій Федичев.
У квітні 2005 року група ДДТ випускає альбом «Зниклий безвісти» і вирушає в концертний тур на підтримку альбому і на честь власного двадцятип'ятиріччя. Під час туру «Зниклий безвісти» було дано 47 концертів у містах Росії, України, Білорусі, Німеччини, Ізраїлю і Великої Британії. Є версія, що альбом «Зниклий безвісти» присвячений колишньому учасникові групи Володимиру Сигачеву, про якого нічого не відомо з 1993 року.
У 2006 року група починає готувати запис чергового альбому і практично зупиняє концертну діяльність, виступаючи лише в особливих випадках.
19 квітня 2007 року виходить новий альбом групи під назвою «Прекрасна любов», збірка старих і нових пісень, які виконувалися Юрієм Шевчуком сольно, що є, під гітару, і не видавалися раніше в студійних версіях, за винятком деяких пісень.
5 травня 2007 року група дала акустичний концерт на камерному майданчику в Будинку-музеї Булату Окуджави, в якому прозвучали пісні з альбому, однойменну заголовну композицію з якого Шевчук виконав Окуджаві при особистій зустрічі 2007 року.
У січні 2008 «ДДТ» виступає з серією з п'яти концертів в містах США і Канади (Лос-Анджелес, Сан-Франциско, Торонто, Чикаго, Нью-Йорк). Виконується близько 30 пісень. Концерти проходять з оглушливим успіхом в переповнених залах.
3 березня 2008 року Юрій Шевчук виступив з промовою на акції протесту проти результатів виборів «Маршу незгодних» в Санкт-Петербурзі.
З квітня по липень при інформаційній підтримці Російської Православної Церкви група грала місіонерський тур містами України на честь 1020-річчя Хрещення Русі. На розігріванні у «ДДТ» виступали українські групи «Скай» і «Брати Карамазови», а відомий місіонер диякон Андрій Кураєв читав проповіді, звернені до молодих прихильників пітерського колективу. Головним концертом туру став виступ в Києві на Співочому полі, яке зібрало більше ста тисяч глядачів.
24 вересня і 26 вересня 2008 року «ДДТ» виступали з програмою «Не стріляй»! у Москві і Санкт-Петербурзі відповідно. Концерти були присвячені жертвам локальних воєн останніх десятиліть. Разом з «ДДТ» виступили колективи з Грузії і Південної Осетії, група «Брати Карамазови», а також диякон Андрій Кураєв, який виголосив п'ятихвилинну проповідь. Частина зібраних від виступу коштів була спрямована жертвам військового конфлікту в Південній Осетії. Ці два концерти були останніми виступами «ДДТ» в 2008 році, після яких група усамітнилася на своїй пітерській студії для роботи над новим альбомом. Концерт в Петербурзі був знятий петербурзьким П'ятим каналом і показаний 4 листопада 2008 року. Показ концерту не уривався рекламою.
7 червня 2009 року «ДДТ» презентували свою нову програму в Нарвської фортеці (Естонія) поряд з естонсько-російським кордоном.
12 червня 2009 року група виступила на фестивалі «Рок над Волгою» в Самарі.
27 червня «ДДТ» виступили на міжнародному музичному фестивалі «Створення світу» в Казані. З кінця серпня починається тур — «обкатка» нових пісень — містами Росії.
2 вересня 2009 року група «ДДТ» виступила на площі ВВЦ. В ході концерту музиканти протестували проти руйнування історичних будівель в Москві.
16 січня 2010 року група «ДДТ» виступила в СК «Ювілейний» з добродійним концертом на підтримку реабілітаційного центру «Будинок Надії на Горі».
29 травня 2010 року група «ДДТ» взяла участь в добродійному вечорі в Михайлівському театрі, присвяченому збору засобів в підтримку онкологічно хворих дітей.
У червні 2010 року в блозі клавішника Костянтина Шумайлова з'явилася інформація про відхід з групи барабанщика Ігоря Доценко, що пропрацював у складі колективу двадцять чотири роки. Думки про відхід з ДДТ відвідували Доценко з літа 2002 року — після відходу Вадима Курильова, з яким Ігоря зв'язувала тісна дружба. З осені 2010 року Доца планує відновити музичну кар'єру в групі Чиж&С.
27 жовтня 2010 року ДДТ представить в талліннському Саку Суурхалль пісні з нового подвійного альбому, який має бути готовий до весни 2011 року.

## Склад

### Поточний склад
- Юрій Шевчук — вокал, гітара.
- Костянтин Шумайлов («Кіт») — клавішні, семплери, програмування, бек-вокал та ін.
- Олексій Федичев — гітара, бек-вокал.
- Павло Борисов — бас.
- Артем Мамай — ударні.

Технічний персонал
- Ігор Тихомиров — звукорежисер.
- Олександр Бровко — гітарний майстер, директор фонду підтримки творчих ініціатив «ДДТ».
- Володимир Дворник — художник, дизайнер.
- Олександр Тимошенко — директор.

### Колишні учасники групи
- Володимир Сігачев — клавішні (1980—1987)
- Рустем Асанбаєв — гітара (1980—1983)
- Геннадій Родін — бас (1980—1984)
- Рінат Шамсутдинов — ударні (1980)
- Сергій Пастернаков — ударні (1981)
- Рустам Карімов — ударні (1981—1983)
- Рустем Різванов — гітара (1984, 1992)
- Сергій Рудой — ударні (1984—1986)
- Ніяз Абдюшев — бас (1984—1986)
- Сергій Риженко — скрипка, гітара, блок-флейта, клавішні (1985, 1994—1995, 2000, 2003)
- Сергій Летов — саксофон (1985—1987, 2000)
- Ігор Доценко («Доца») — ударні, перкуссия (1986—2010)
- Вадим Курилєв — гітара, бас (1986—2002)
- Андрій Васильєв — гітара (1987—1998)
- Микита Зайцев — гітара, скрипка, клавіші (1987—2000)
- Андрій Муратов — клавіші, орган, бэк-вокал (1987—1993)
- Дмитро Горєлов — ударні, перкуссия (1995—1996)
- Михайло Чернов («Дядько Міша») — саксофон, флейта та ін. духові інструменти.
- Іван Васильєв («Дядя Ваня») — труба, тромбон.

## Тематика пісень
- * Громадська і соціальна: «Родина», «За 50 копеек», «Периферия», «Рождённый в СССР», «Я получил эту роль», «Свинья на радуге», «Памятник», «Перестроище», «Дорожная», «Мажоры», «Предчувствие гражданской войны», «Российское танго», «Небо на земле», «Правда на правду», «Цыганочка», «Я пил вчера у генерала ФСБ», «Москва. Садовое кольцо», «Когда закончится нефть», «Свобода».
- * Жартівлива: «Инопланетянин», «Монолог в ванной», «Частушки», «Я завтра брошу пить»; «В лесу родилась ёлочка»
- * Людина на війні: «Мёртвый город. Рождество», «Дым», «Просвистела», «Не стреляй», «Пацаны», «Разговор на войне», «Война бывает детская», «Песня о людях героических профессий»;
- * Свобода, трагізм, романтика: «Вечер», «Беда», «Актриса Весна», «Осенняя», «Дождь», «Наполним небо добротой», «Ветер», «Ты не один», «На небе вороны», «Дороги»;
- * Санкт-Петербург «Чёрный пёс Петербург», «Ленинград», «Питер», «Что такое осень», «Живой», «Шла гражданка…»;
- * Башкортостан, провінція «Мы из Уфы», «Периферия», «Безжизненный край», «Понедельник», «Хиппаны», «Башкирский мёд»
- * Любов: «Глазища», «Адам и Ева», «Марина», «Любовь, подумай обо мне», «Расскажи, как ты любила», «Прекрасная любовь», «Понимающее сердце», «Любовь», «Метель», «В последнюю осень», «Далеко-далеко»;
- * Філософські проблеми: «Это всё», «Я получил эту роль», «Пропавший без вести», «Когда един», «Привет М…»;
- * Релігійні мотиви: «Храм», «Церковь», «Я зажёг в церквях все свечи…», «Рождественская», «Пасха».

## Дискографія

### Альбоми
- 1981 — ДДТ-1 (не видавався)
- 1982 — Свинья на радуге
- 1983 — Компромисс
- 1984 — Периферия
- 1985 — Время
- 1988 — Я получил эту роль
- 1990 — Оттепель
- 1991 — Пластун
- 1992 — Актриса Весна
- 1994 — Это всё…
- 1996 — Любовь
- 1997 — Рождённый в СССР
- 1999 — Мир номер ноль
- 1999 — Просвистела
- 2000 — Метель августа
- 2002 — Единочество. Часть 1: Мама это рок-н-ролл?
- 2003 — Единочество. Часть 2: Живой
- 2003 — Песни
- 2005 — Пропавший без вести
- 2007 — Прекрасная любовь
- 2011 — Иначе
- 2011 — P.S.
- 2014 — Прозрачный
- 2018 — Галя ходи

### Живі (концертні) альбоми
- 1993 — Чёрный пёс Петербург (включає 12 пісень, що не увійшли до інших альбомів)
- 1997 — Два концерта. Акустика[15]
- 2004 — Город без окон. Вход
- 2004 — Город без окон. Выход

### Збірки
- 1999 — Легенды русского рока. ДДТ, часть 1
- 2004 — Grand Collection, ДДТ
- 2005 — Гляди пешком
- 2005 — Легенды русского рока. ДДТ, часть 2
- 2006 — Family CD1
- 2006 — Family CD2
- 2008 — Не стреляй!
- 2017 — История звука

### Сингли
- 1995 — Это всё…
- 1998 — Мир номер ноль

### Сольні альбоми Шевчука
- 1982 — Я уезжаю
- 1983 — Череповецкий магнитоальбом
- 1985 — Москва. Жара
- 1985 — Кочегарка
- 2001 — Два концерта. Акустика
- 2008 — L'Echoppe

## ДДТ в фільмах
- Я получил эту роль (фильм)
- Рок (1987), режисер Олексій Учитель
- Игра с неизвестным
- Лимита
- Вовочка
- Город (фильм)
- Духов день
- Атаман

## Фільми з саундтреком ДДТ
- Махно (фильм)
- Публикация (фильм)
- Ночь длинных ножей (фильм)
- Опыты о гражданской войне
- Русский транзит
- Кто, если не мы?
- Бременские музыканты & Со
- Ледниковый период
- Дальнобойщики
- Господа офицеры (фильм)
- Антонина обернулась
- Поцелуй бабочки
- Вовочка
- Группа ZETA
- Отставник
- Бедная Саша
- Батюшка (сериал)
- Азазель